# Hercegi korona
A hercegi korona a hercegi rang tárgyi jelképe a heraldikában. A többi rangjelölő koronával együtt a 17. századtól kezdett elterjedni.
	Névváltozatok:
	fejedelmi födött korona (Thaly Kálmán, VU 1867/18. 215.)
	de: Fürstenkrone ('fejedelmi korona'), Herzogskrone ('hercegi korona'), Großherzogskrone ('nagyhercegi korona'), Fürstenhut ('fejedelmi süveg')
	
Rövidítések:

## A hercegi koronák fajtái
A külföldi rangfokozatokban különbséget tesznek a herceg (Prinz, princeps, prince, kníže) és a fejedelem (Fürst, dux, duke, vévoda, vojevoda) között. Ezekhez a címekhez néha külön koronák tartoznak.
Eredetileg bíborsüveg volt, alul hermelinszegéllyel, melyet később egy keresztpánttal íveltek át, melyből három félpánt látható. Ez gyöngyökkel van díszítve, a tetején országalmával. Egyes országokban rangjelölő süvegekkel is találkozhatunk, mint amilyen a velencei doge brokátsüvege.
A hercegi korona csak a heraldikában fordul elő. Ténylegesen csak a Brit-szigeteken viselik. A brit hercegi korona hermelinbélésű vörös süvegre van helyezve. 1814 után a francia hercegi korona kék hermelinbélésű süvegen látható, pántok nélkül.